# Darwinius masillae
Darwinius masillae ('criatura de Darwin de Messel') és un primat fòssil que rebé aquest nom per tal de commemorar el bicentenari de Charles Darwin. Pertany al període de l'Eocè. Va rebre també el nom informal d'Ida. El 1983 fou trobat i desenterrat per un afeccionat a l'arqueologia. Els trossos no es van ensamblar per professionals fins a l'any 2007. El jaciment de Messel està prop de Frankfurt am Main.
D. masillae és un espècimen d'un primat extint que visqué fa 47 milions d'anys. Se'l considerava com a forma de transició entre els primers primats i els més evolucionats prosimis i simis. Aquestes restes fòssils semblen les d'un lèmur primitiu, però té la important característica de tenir els polzes oposats.

## Refutació de ser l'«enllaç perdut»[2]
El març de 2010 segons la recerca efectuada per científics de la Universitats de Texas i de Chicago, es va deixar de considerar que aquest primat fos un avantpassat directe dels humans. Ja que no es pot considerar que Darwinius masillae sigui un primat haplorrí com els humans i els simis com s'havia considerat l'any 2009. Es tractaria doncs d'un animal estrepsirrí, el grup de primats que inclou els lèmurs i els loris. A més remarquen que en el descobriment del Darwinus no s'havien tingut en compte 20 anys de publicacions sobre fòssils similars.
En l'evolució dels primats els haplorrins i els estrepsirrins se separaren un dels altres fa uns 70 milions d'anys.